# NGC 7052
NGC 7052是一個位於狐狸座的橢圓星系。該星系由威廉·赫歇爾發現於1784年，距離地球約1.91億光年。天文學家在該星系中心發現質量大約是 {\displaystyle 3.70_{-1.50}^{+2.60}} 億倍太陽質量的超大質量黑洞。該黑洞外圍的氣體與塵埃盤質量大約是太陽的300萬倍。
NGC 7052還是個無限電波源，但中心噴流並不垂直銀河盤面。這可能是因為NGC 7052曾經和鄰近星系碰撞過。

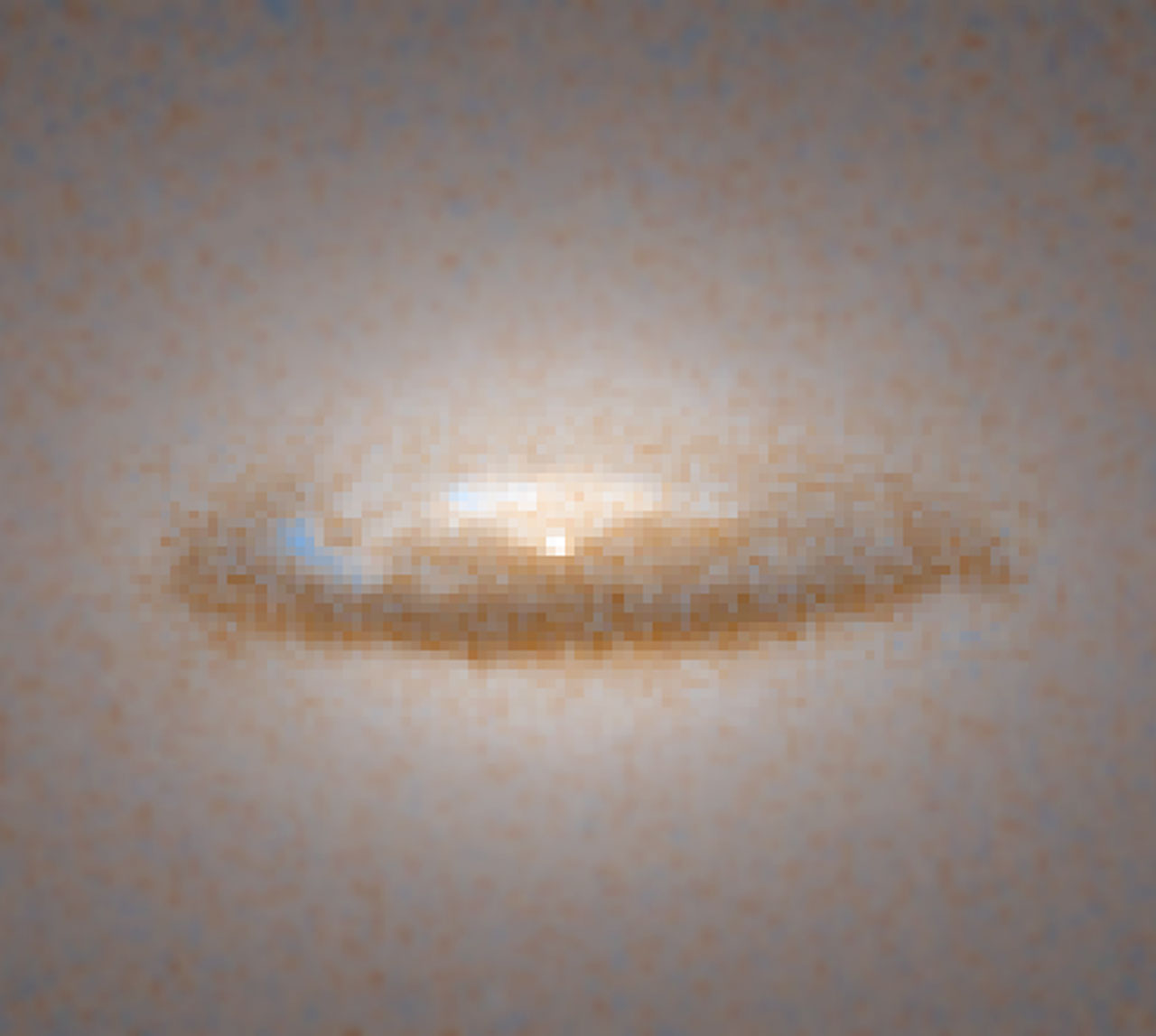
哈伯太空望遠鏡拍攝的NGC 7052中心影像。Credit: HST/NASA/ESA